# Französische Meisterschaften im Skispringen 2013
Die Französischen Meisterschaften im Skispringen 2013 fanden am 30. März 2013 in Chaux-Neuve statt. Die Wettbewerbe wurden im Skisprungstadion Stade de la Côte Feuillée (K 90) ausgetragen. Insgesamt nahmen 51 Teilnehmer an den Wettbewerben teil, darunter vier Frauen und 47 Männer. Neben den wenigen Spezialspringern Frankreichs traten auch viele Nordische Kombinierer an.

## Ergebnisse

### Einzel Männer
| Platz | Sportler                 | Weite 1 | Weite 2 | Punkte |
| ----- | ------------------------ | ------- | ------- | ------ |
| 1     | Vincent Descombes Sevoie | 119.5   | 115.0   | 272.0  |
| 2     | Ronan Lamy Chappuis      | 112.0   | 115.0   | 257.0  |
| 3     | Jason Lamy Chappuis      | 113.0   | 109.5   | 247.9  |
| 4     | Alexandre Mabboux        | 107.5   | 114.0   | 242.1  |
| 5     | Nicolas Mayer            | 113.5   | 106.5   | 240.4  |
| 6     | Théo Hannon              | 109.5   | 108.5   | 236.3  |
| 7     | David Viry               | 109.0   | 109.0   | 235.3  |
| 8     | François Braud           | 109.0   | 108.5   | 234.9  |
| 9     | Gautier Airiau           | 109.0   | 108.0   | 234.0  |
| 10    | Sacha Gardet             | 105.5   | 109.0   | 231.0  |

### Einzel Frauen
| Platz | Sportler        | Weite 1 | Weite 2 | Punkte |
| ----- | --------------- | ------- | ------- | ------ |
| 1     | Léa Lemare      | 101.5   | 113.0   | 216.8  |
| 2     | Julia Clair     | 93.5    | 103.0   | 180.9  |
| 3     | Coline Mattel   | 100.5   | 106.0   | 178.9  |
| 4     | Caroline Espiau | 83.5    | 79.5    | 110.6  |

### Team
| Platz | Team                                                                                   | Punkte |
| ----- | -------------------------------------------------------------------------------------- | ------ |
| 1     | Jura IJason Lamy Chappuis Ronan Lamy Chappuis Samuel Guy Théo Hannon                   | 996.6  |
| 2     | Mont Blanc IVincent Descombes Sevoie Alexandre Mabboux François Braud Benjamin Raffort | 991.8  |
| 3     | Savoie INicolas Mayer Léa Lemare Sacha Gardet Jonathan Learoyd                         | 887.8  |